# Texto predictivo
Texto Predictivo : Es una tecnología de entrada de texto diseñada para teléfonos móviles. Esta tecnología permite generar palabras presionando un solo botón del dispositivo por cada letra, al contrario de presionar múltiples veces cada tecla hasta obtener la palabra deseada. El objetivo principal de esta tecnología consiste en simplificar la escritura de servicio de mensajes cortos o mensajes de texto.
Funciona haciendo referencia a las palabras más comunes de un diccionario. Cuando el usuario presiona los botones de número, un algoritmo busca en el diccionario una lista de palabras posibles de acuerdo con la combinación de teclas presionada y muestra la opción.

## Ejemplo
En el teclado típico del teléfono los números corresponden a las letras de la manera siguiente:
- 2 (abc)
- 3 (def)
- 4 (ghi)

- 5 (jkl)
- 6 (mno)
- 7 (pqrs)
- 8 (tuv)
- 9 (wxyz)

Teclado estándar usado para escribir mensajes de texto.

Para escribir la palabra 'hola' en el modo clásico se deberá: 
1. Presionar 4 (ghi) 2 veces para obtener 'h'
2. Presionar 6 (mnoñ) 3 veces para obtener 'o'
3. Presionar 5 (jkl) 3 veces para obtener 'l'
4. Presionar 2 (abc) 1 vez para obtener 'a'

De igual manera, para obtener 'hola' con texto predictivo se deberá:
1. Presionar 4 (ghi) 1 vez para obtener 'h'
2. Presionar 6 (mno) 1 vez para obtener 'o'
3. Presionar 5 (jkl) 1 vez para obtener 'l'
4. Presionar 2 (abc) 1 vez para obtener 'a'

o para introducir algún mensaje según se instruye en cualquier teléfono celular.
Cada vez que se presiona una tecla, el sistema actualiza los caracteres visualizados y muestra la palabra más probable. En este caso, el texto predictivo reduce en cinco la cantidad de botones presionados: de nueve a cuatro.

## Textónimos
En inglés se usa el término textonyms para indicar las palabras que se forman con la misma combinación de teclas (parónimos). En los equipos móviles tienen un botón para seleccionar entre las diferentes opciones.
Algunos ejemplos:
- 2272  = casa, cara, capa, abra.
- 76527 = solas, solar, rojas

## Compañías
Muchas compañías desarrollan y comercializan software de texto predictivo. La más común es T9, de AOL/Tegic Communications. También existen LetterWise, WordWise, EQ3, de Eatoni, e iTap, de Motorola, Lightkey (un software de tipado predictivo para Windows).